# Rezerwat przyrody Grądy koło Posady
Rezerwat przyrody „Grądy koło Posady” – rezerwat leśny położony na terenie powiatu zgorzeleckiego, w gminie Bogatynia (województwo dolnośląskie).
Obszar chroniony utworzony Rozporządzeniem Wojewody Dolnośląskiego z dnia 12 czerwca 2002 r. w sprawie uznania za rezerwat przyrody „Grądy koło Posady” w celu zachowania ze względów przyrodniczych, naukowych i dydaktycznych fragmentu naturalnych grądów, w tym grądu klonowo-lipowego. Rezerwat w całości położony jest w granicach obszaru Natura 2000 „Przełomowa Dolina Nysy Łużyckiej” PLH020066.
Obszar rezerwatu obejmuje 5,27 ha lasu porastającego zadrzewione, strome zbocze doliny Nysy Łużyckiej poprzecinane wąwozami kilku jej bezimiennych dopływów. Dzięki bardzo utrudnionemu dostępowi i przygranicznemu położeniu drzewostan na większości powierzchni zachował praktycznie niezmieniony naturalny charakter, z dużym udziałem starych drzew. Las tworzy tu dwa siedliska przyrodnicze: grąd środkowoeuropejski i, na mniejszej powierzchni, zboczowe lasy klonowo-lipowe.
Spis flory terenu rezerwatu obejmuje około 150 gatunków roślin, w tym chronione parzydło leśne.
Stan rozpoznania fauny rezerwatu dotyczy przede wszystkim zwierząt kręgowych. Chronione gatunki teriofauny tego obszaru to m.in.: gronostaj europejski, karczownik ziemnowodny oraz wydra europejska. Gniazduje tu 20 gatunków ptaków, w tym dzięcioł czarny i pliszka górska. Batrachofauna rezerwatu obejmuje m.in. salamandrę plamistą i żabę moczarową.
Rezerwat leży na gruntach Skarbu Państwa w zarządzie Nadleśnictwa Pieńsk. Nadzór sprawuje Regionalny Konserwator Przyrody we Wrocławiu.
Teren rezerwatu nie został udostępniony do zwiedzania, a najbliższy oznakowany szlak turystyczny (zielony) omija ten obszar chroniony w odległości około 250 m.